# Cukorjuhar
A cukorjuhar (Acer saccharum) a szappanfavirágúak (Sapindales) rendjébe és a szappanfafélék (Sapindaceae) családjába tartozó faj. Nevét onnan kapta, hogy a fatörzs megcsapolásával nyert nedvből állítják elő a juharszirupot. E fa levele látható a kanadai zászlón.

## Előfordulása
Észak-Amerika keleti részén, lombhullató erdőkben honos.

## Megjelenése
Terebélyes, oszlopos, 30 méter magasra növő lombhullató fa. Rajza feltűnő, a faiparban madárszeműnek nevezik. Könnyen összetéveszthető a korai juharral. Kérge durvább, világos szürkésbarna, sima, idővel barázdált és pikkelyes. Hajtásai, vesszői olajzöldek, az egyes, finoman molyhos rügypároknál gyakran egy-egy bíborvörös csík látható.
A levelek tenyeresen osztottak, ötkaréjúak, szíves vállúak, 13 cm hosszúak és valamivel szélesebbek, vékonyak. Három nagyobb karéjuk ritkán, de erőteljesen fogazott, a főkaréj szálkás csúcsú. Felszínük zöld vagy sötétzöld, fonákjuk az érzugokban szőrös. Ősszel aranysárgára, narancsszínűre vagy pirosra, skarlátvörösre színeződnek.
A virágai aprók, sárgászöldek, csupaszok. Bókoló laza fürtjeik a lombfakadással egy időben, tavasszal nyílnak. A termése ikerlependék, amely termésszárnyai csaknem párhuzamosan állnak, 2,5 cm hosszúak.

## Alfajok, változatok
- Acer saccharum subsp. floridanum (Chapm.) Desmarais
- Acer saccharum subsp. grandidentatum (Torr. & A.Gray) Desmarais
- Acer saccharum subsp. leucoderme (Small) Desmarais
- Acer saccharum subsp. nigrum (F.Michx.) Desmarais
- Acer saccharum subsp. skutchii (Rehder) A.E.Murray
- Acer saccharum var. rugelii (Pax) Rehder
- Acer saccharum var. schneckii Rehder
- Acer saccharum var. sinuosum (Rehder) Sarg.

## Hasznosítása
A fatörzsből tél végén, kora tavasszal, megcsapolással nyernek magas cukortartalmú nedvet, melyet frissen is fogyasztanak, vagy besűrítve juharszirupot állítanak elő belőle. Az idősebb cukorjuharból évente 50–150 liter édes nedv csapolható, literenként 24–27 gramm  cukortartalommal.
A XVIII. században Magyarországon is próbálkoztak juharcukorgyártással, de nem terjedt el. Belső kérgéből az indiánok lisztet készítettek. Magvai áztatás, főzés vagy pirítás után ehetők.
Kemény, nehéz fája tartós, sokat bíró burkoló anyagok (elsősorban padlók) és a bútorgyártás fontos alapanyaga.

## Képek

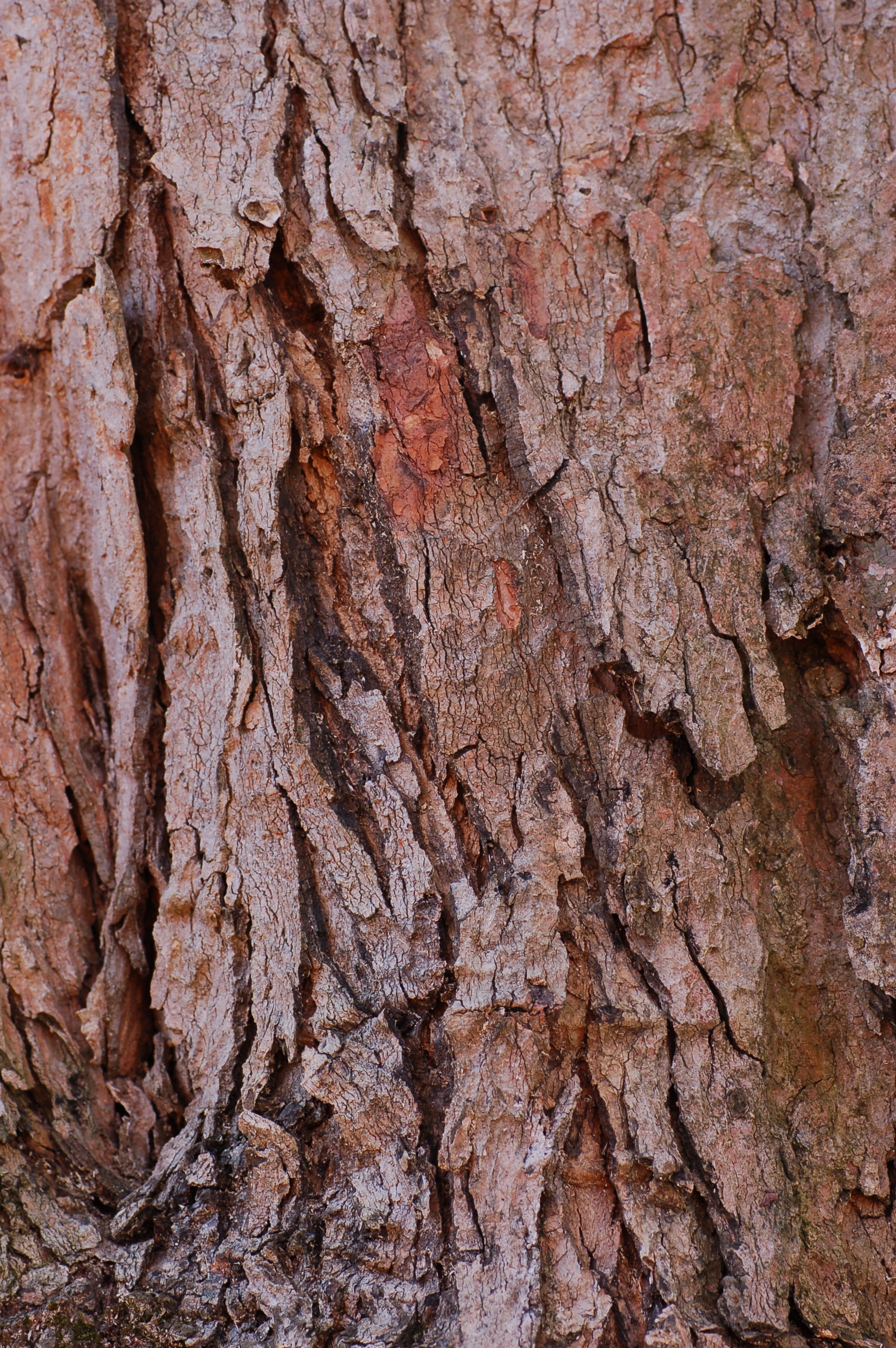
Kérge
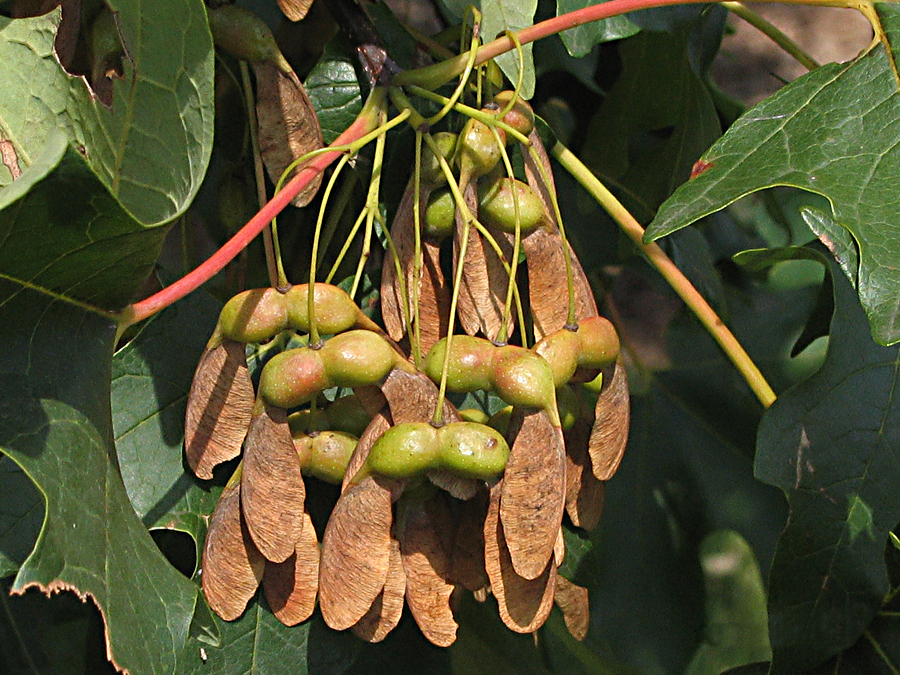
Termése
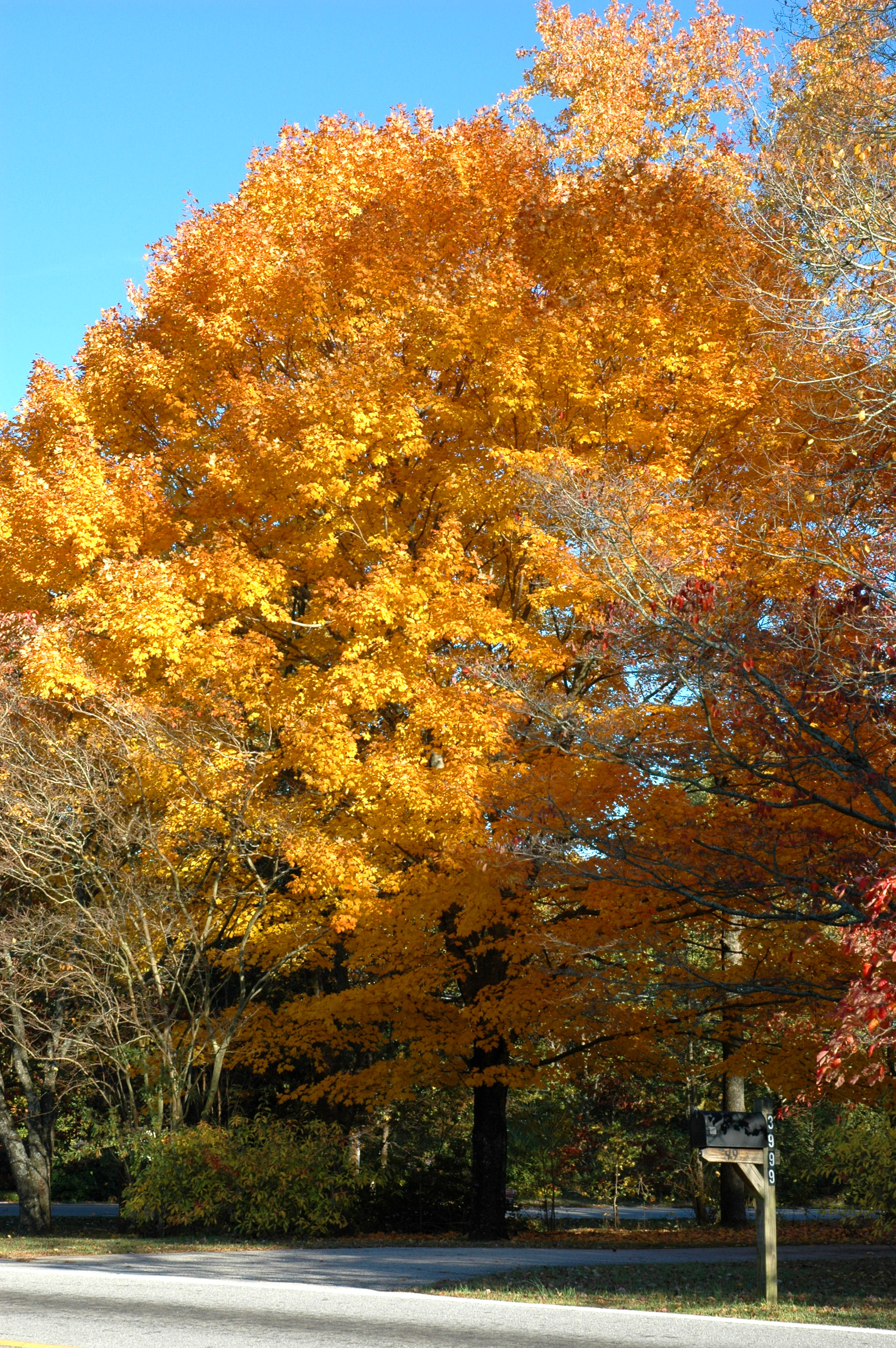
Őszi lombszíne
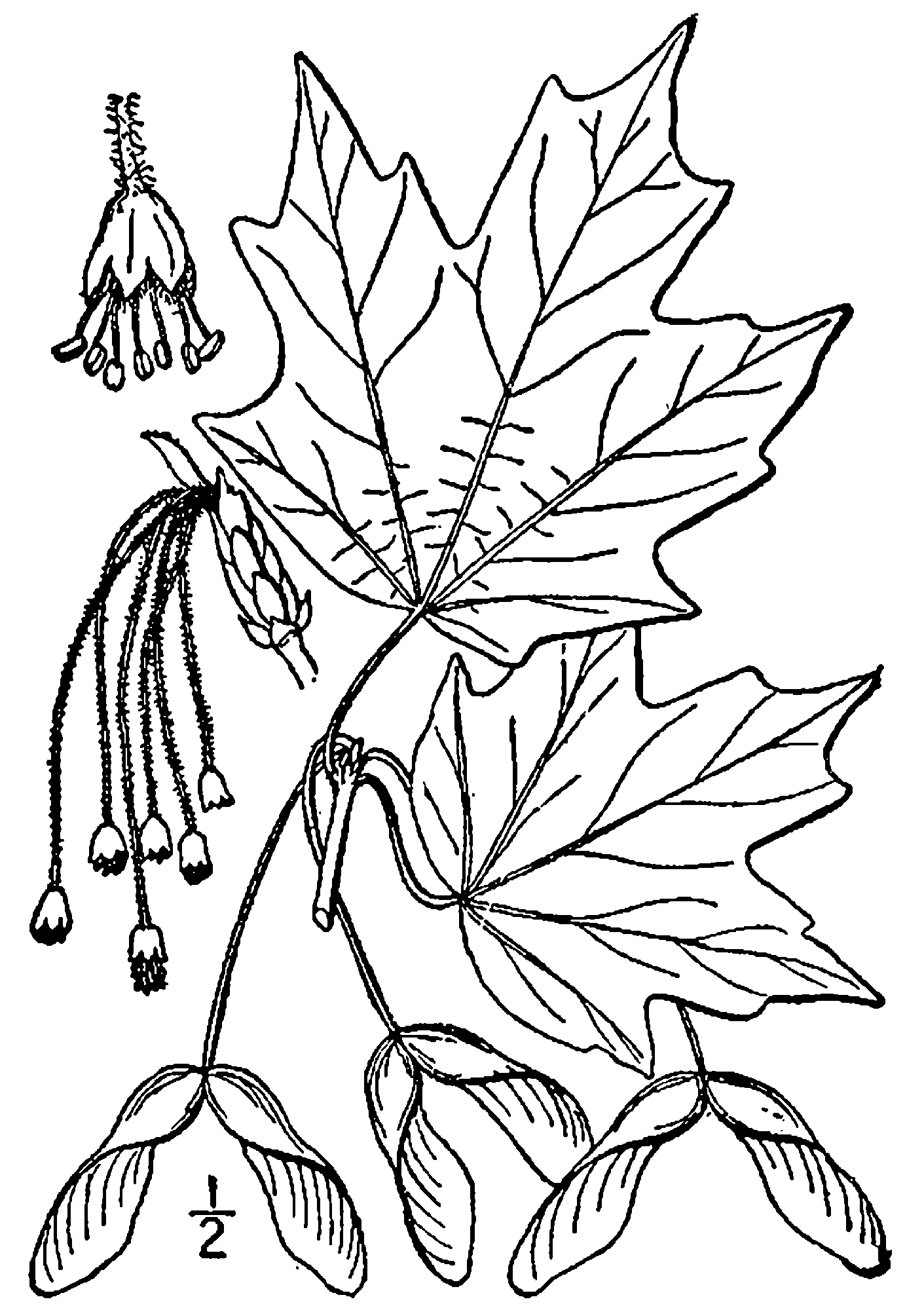
Levelének, virágának és termésének rajza